# Xã East Fork, Quận Benson, Bắc Dakota
Xã East Fork (tiếng Anh: East Fork Township) là một xã thuộc quận Benson, tiểu bang Bắc Dakota, Hoa Kỳ. Năm 2010, dân số của xã này là 35 người.